# Tetrastigma
Tetrastigma é um género botânico pertencente à família Vitaceae.

## Espécies
- Tetrastigma bracteolatum (Wall.) Planch.
- Tetrastigma harmandii Planch.
- Tetrastigma leucostaphylum (Dennst.) Alston ex Mabb.
- Tetrastigma nitens (F.Muell.) Planch.
- Tetrastigma planicaule (Hook.f.) Gagnep.
- Tetrastigma pubinerve Merr. & Chun
- Tetrastigma serrulatum (Roxb.) Planch.
- Tetrastigma voinierianum (Baltet) Pierre ex Gagnep.

1. ↑  «Tetrastigma — World Flora Online». www.worldfloraonline.org. Consultado em 19 de agosto de 2020